# Hydrofilně-lipofilní rovnováha
Hydrofilně-lipofilní rovnováha (anglicky hydrophilic-lipophilic balance, HLB) vyjadřuje míru hydrofilicity či lipofilicity tenzidů v závislosti na složení molekuly.

## Stanovení dle Griffina
| Hodnota HLB | Využití tenzidu     |
| ----------- | ------------------- |
| 0–3         | protipěnivá přísada |
| 4–6         | emulgátor v/o       |
| 7–9         | smáčedlo            |
| 8–18        | emulgátor o/v       |
| 13–15       | detergent           |
| 10–18       | solubilizátor       |

W. C. Griffin popsal metodu stanovení hydrofilně-lipofilní rovnováhy neionických tenzidů v letech 1949 a 1954. Výpočet dle této metody je následující:
{\displaystyle HLB=20*M_{h}/M}
kde {\displaystyle M_{h}} udává molekulovou hmotnost hydrofilní části molekuly a {\displaystyle M} celkovou molekulovou hmotnost molekuly. Výsledkem je hodnota od 0 do 20; hodnota 0 udává zcela lipofilní molekulu, hodnota 20 zcela hydrofilní. Dle této hodnoty lze předpovídat chování a využití daného tenzidu (viz tabulka).

## Stanovení dle Daviese
J. T. Davies publikoval roku 1957 svou metodu stanovení, založenou na výpočtu dle specifických funkčních skupin v molekule. Výhodou je zohlednění různé síly působících skupin. Výpočet dle této metody je následující:
{\displaystyle HLB=7+\sum _{i\mathop {=} 1}^{m}H_{i}-n\times 0,475}
kde {\displaystyle m} udává počet hydrofilních skupin v molekule, {\displaystyle H_{i}} hodnotu {\displaystyle i}té hydrofilní skupiny (viz tabulky) a {\displaystyle n} počet lipofilních skupin v molekule. Výsledkem je hodnota od 0 do 50.
| Hydrofilní skupiny          | Hodnota |
| --------------------------- | ------- |
| -SO - 4 Na+                 | 38,7    |
| -COO−K+                     | 21,1    |
| -COO−Na+                    | 19,1    |
| N (terciární amin)          | 9,4     |
| Ester (sorbitanový kruh)    | 6,8     |
| Ester (volný)               | 2,4     |
| -COOH                       | 2,1     |
| Hydroxyl (volný)            | 1,9     |
| -O-                         | 1,3     |
| Hydroxyl (sorbitanový kruh) | 0,5     |
| Lipofilní skupiny           | Hodnota |
| -CH-                        | -0,475  |
| -CH2-                       | -0,475  |
| CH3-                        | -0,475  |
| =CH-                        | -0,475  |